# Le Carrefour des enfants perdus
Pour plus de détails, voir Fiche technique et Distribution.
Le Carrefour des enfants perdus est un film français réalisé par Léo Joannon et sorti en 1944.

## Synopsis
Après la débâcle et l'armistice de juin 1940, un journaliste, lieutenant durant les combats, Jean Victor, fonde un centre de rééducation "nouvelle formule" pour les jeunes délinquants. Sa méthode est basée sur la confiance qu'il fait aux jeunes placés sous sa garde. Il veut ainsi réagir contre les méthodes des maisons de correction qu'il a personnellement subies.
Il pourra compter sur ses deux adjoints Malory et Ferrant, eux aussi d'anciens délinquants. Une rébellion éclate, montée par le plus dur des jeunes, Joris, qui compromet l'existence du « Carrefour ».
Les conséquences dramatiques de cette révolte, ainsi que l'arrivée du petit frère de Joris, La Puce, ouvrent les yeux du coupable.

## Fiche technique
- Titre : Le Carrefour des enfants perdus
- Réalisation : Léo Joannon
- Scénario : Jean-Georges Auriol, Maurice Bessy, Stéphane Pizella
- Dialogues : André-Paul Antoine
- Chef-opérateur : Nicolas Toporkoff
- Musique : Louis Pasquier, Roger-Roger
- Montage : Charlotte Guilbert
- Décors : Robert Dumesnil
- Production : Georges Bernier, Léo Joannon
- Durée : 110 min
- Date de sortie :
  - France : 26 avril 1944

## Distribution
- René Dary : Jean Victor
- Raymond Bussières : Marcel
- Jean Mercanton : Émile Ferrand
- Janine Darcey : Andrée Denolle
- A.M. Julien : Joseph Mallory
- Serge Reggiani : Joris
- Robert Demorget : La "Puce"
- Nicolas Amato : le cafetier de Marseille
- Michel Barbey : Rougier
- Jacques Berlioz : le juge
- Georges Bever : l'huissier
- Gérard Blain : un enfant (non crédité)
- Myno Burney : Germaine
- Max Dalban : Pierre, le cafetier
- Paul Demange : le greffier
- Charles Lemontier : Monsieur Gerbault
- Frédéric Mariotti : Gustave
- Marcelle Monthil : la dame patronesse
- Jean Morel : le commissaire
- André Nicolle : Monsieur Bobillot
- Pierre Perret : un jeune du centre
- Jacques Pinoteau : un jeune du centre
- Michel Roux : un jeune du centre
- Eugène Frouhins : le gendarme
- Jean-Marie Boyer : Un jeune du centre
- Roland Berger : Un jeune du centre

## Production
Comme président de la Famille professionnelle des spectacles et directeur d'un département du COIC, Léo Joannon est très engagé au service de Vichy et de son organisation corporatiste du cinéma lorsqu'il monte le projet au printemps 1942 : c'est un film de propagande sur le redressement moral que prône la Révolution nationale à l'endroit d'une jeunesse « dévoyée », financé par le Secrétariat général à la Jeunesse, la Direction générale du cinéma et le COIC,
Il commence le tournage à la fin de 1943. Le projet fait étrangement écho à Prison sans barreaux, film soutenu par Jean Zay et le Front populaire en 1938, prônant comme lui une relation fondée sur la confiance avec les mineurs délinquants plutôt que sur les méthodes répressives des bagnes d'enfants, retournant seulement contre la IIIe République la responsabilité des échecs antérieurs. Mais le livre, l'instruction, la culture sont soigneusement évités dans cette rééducation, qui ne repose que sur la vertu affirmée du travail manuel,
En contrepartie des financements publics, le réalisateur s'est engagé à laisser à M. Schiltz, chef-adjoint de la propagande au Secrétariat général à la Jeunesse, « un droit absolu de regard et de contrôle sur le plan moral et national ». De fait, il devra renoncer aux scènes qui dénoncent les violences familiales et les bagnes d'enfants, avant et après l'instauration du régime de Vichy. Il doit également effacer certaines séquences documentaires qui rendaient trop voyant le zèle du réalisateur à servir le gouvernement. Un centre de redressement par le travail, mis à disposition par le ministère de la Jeunesse, sert de plateau, plusieurs centaines d'enfants placés là se détournant de leur quotidien pour servir à la figuration.

## Accueil
Lors de la sortie en avril 1944, la critique reçoit le film comme une œuvre de propagande, que ce soit pour dénoncer ou pour louer la démarche. Avec Mermoz de Louis Cuny et Coup de tête de René Le Hénaff, Carrefour des enfants perdus peut être considéré comme un des rares films directement fascisants produit par le cinéma français durant l'Occupation.
« Ce film, sorti dans les derniers mois de l'Occupation, connut auprès de la presse et du public un grand succès qui se poursuivit bien au-delà de la Libération. Dans une production volontairement ignorante, depuis quatre ans, des problèmes du moment, il était l'une des rares œuvres à faire explicitement référence à des préoccupations et à des problèmes contemporains ».
« Il est intéressant de voir comment voisinent dans le film une tradition "humaniste", délibérément placée dans le sillage de l'action d'Alexis Danan contre les bagnes d'enfants dans les années 1930, et les multiples marques du régime de Vichy jusqu'à l'exaltation fascisante du "chef". »